# November Music
November Music is een jaarlijks terugkerend internationaal festival op het gebied van actuele muziek dat wordt gehouden op verschillende locaties in 's-Hertogenbosch onder het motto 'muziek van nu door de makers van nu'.
Het tiendaagse muziekfestival vindt plaats in de maand november en presenteert hedendaags gecomponeerde muziek, jazz en improvisatie, nieuwe wereldmuziek, geluidsinstallaties, hedendaagse opera, elektronica, muziektheater en genre-overstijgende muziekproducties. De concerten worden onder anderen gegeven in de Verkadefabriek, Willem Twee, Stedelijk Museum, Noordbrabants Museum, Theater aan de Parade en Babel.

## Geschiedenis
De eerste editie van November Music vond plaats in 1993. November Music werkt samen met diverse internationale festivals, waaronder Huddersfield Contemporary Music Festival in Engeland. November Music organiseert ook concerten buiten het festival om in diverse steden, zoals Tilburg en 's-Hertogenbosch.
Enkele van de namen die op het programma van November Music stonden, zijn Sofia Goebaidoelina, Mauricio Kagel, Helmut Lachenmann, Louis Andriessen, Martijn Padding, Heiner Goebbels, Calliope Tsoupaki, Mayke Nas, Kronos Quartet,Ensemble Modern, Klangforum Wien, Metropole Orkest, Anoushka Shankar, Daniel Johnston, Michel van der Aa, en Anthony Fiumara. In 2017 en 2018 was er een speciale marathon rondom projecten van de New Yorkse componist en bandleider John Zorn. Ook presenteert November Music jaarlijks Bosch Requiem, waarvoor elk jaar een componist wordt gevraagd nieuw werk te schrijven dat in première gaat tijdens het festival.
Naast hedendaags gecomponeerde muziek vinden er tijdens November Music ook veel concerten plaats op het snijvlak van jazz, wereldmuziek, geluidsinstallaties en muziektheater. Het festival koppelt jaarlijks Nederlandse jazzmuzikanten aan buitenlandse improvisatoren voor een eerste ontmoeting op het podium. Gelegenheidscombinaties die door November Music werden geïnitieerd zijn onder meer Yuri Honing Quartet en Mathias Eick, Anton Goudsmit en The Bad Plus, Harmen Fraanje en Enrico Rava, Martin Fondse en Matthew Herbert, ZAPP4 en Jan Bang, Rembrandt Frerichs Trio en Kayhan Kalhor, Tineke Postma en Marcin Wasilewski Trio.